# Sherlock Holmes – Der Vampir von Whitechapel
Sherlock Holmes – Der Vampir von Whitechapel (Alternativtitel: Sherlock Holmes und die Jagd nach dem Vampir von London ) ist ein kanadischer Kriminalfilm über den durch die Geschichten von Arthur Conan Doyle bekannt gewordenen Detektiv Sherlock Holmes. Der Film beruht jedoch nicht auf einer Originalgeschichte von Doyle, sondern auf einem Originaldrehbuch, das sich an Doyles Geschichten und Figuren orientiert.

## Handlung
Im Londoner Armenviertel Whitechapel wird im Kloster St. Justinian ein Mönch ermordet aufgefunden, wegen der Bisswunden an seinem Hals anscheinend Opfer eines Vampirs. Bruder Marstoke, der Abt des Klosters, ruft Sherlock Holmes und seinen Assistenten Dr. Watson zu Hilfe. Holmes glaubt nicht an Vampire und geht von einem menschlichen Täter aus. Er bittet die Mönche und Nonnen, das Kloster zunächst nicht mehr zu verlassen und deshalb ihren Dienst an den Armen des Viertels vorübergehend einzustellen.
Holmes erfährt von Marstokes Vorgeschichte: Jahre zuvor hatte er mit einigen anderen Klosterbewohnern eine Missionsstation in Britisch-Guayana aufgebaut. Er war fasziniert von der Kultur und Religion der Einheimischen, was ihn bei einigen Mitbrüdern verdächtig machte. Als eine Tollwut-Epidemie ausbrach, ließ er die heimischen Vampirfledermäuse vergiften, da er sie für die Überträger der Krankheit hielt. Dadurch geriet er in Konflikt mit dem afroamerikanischen Naturforscher Dr. Chagas, der die Fledermäuse erforschte und für ungefährlich hielt. Bald danach wurden zwei Mönche getötet. Sie hatten Bisswunden am Hals und in der Nähe fanden sich mit Blut geschriebene Botschaften von Desmodo, einem von den Einheimischen gefürchteten Fledermaus-Dämon.
Daraufhin wurde die Missionsstation geschlossen, und sowohl die Mönche und Nonnen als auch Dr. Chagas kehrten nach London zurück. Als nun auch Marstoke dort eintrifft und wieder ein Mord geschieht, glaubt er sich von einem Dämon verfolgt und will die Klostergemeinschaft verlassen, um seine Mitbrüder und -schwestern zu schützen.
Zunächst geraten unter anderem Marstoke selbst und Dr. Chagas in Verdacht. Doch dann wird ein weiterer Mönch in Gegenwart einer blinden Nonne ermordet. Die von ihr beschriebenen Geräusche und Gerüche bringen Holmes auf die richtige Spur: Als Mönch verkleidet lockt er den Mörder in die Klosterkirche, wo er ihn im Kampf überwältigen und enttarnen kann: Es ist Bruder Abel, ein von Neid zerfressener Mitbruder, dem Marstokes liberale Führung des Klosters nicht passte. Er versuchte durch die Morde ihn zu vertreiben. Er mordete maskiert als Desmodo und führte seinen Opfern die scheinbaren Bisswunden mit einem präparierten Gartenwerkzeug zu.
Bei dem Kampf kam Holmes eine plötzliche Erschütterung der Kirche zu Hilfe, durch die eine Statue auf seinen Gegner herabstürzte. Später stellte sich diese Erschütterung als Erdabsenkung infolge des Baus eines U-Bahn-Tunnels unter der Kirche heraus. Erleichtert über den guten Ausgang, bleiben sich Holmes, Marstoke und Watson dennoch uneins, inwieweit dies als Zufall oder als göttliche Rettung anzusehen ist.

## Produktion
Der Film wurde im November und Dezember 2001 in Montreal in Kanada gedreht und von Muse Entertainment für den US-amerikanischen Fernsehsender Hallmark Channel produziert, wo er am 27. Oktober 2002 zum ersten Mal ausgestrahlt wurde. Er war der letzte Teil einer Reihe von vier Hallmark Channel Original Movies über Sherlock Holmes; die ersten drei Teile waren Sherlock Holmes – Der Hund von Baskerville (2000), Sherlock Homes – Im Zeichen der Vier (2001) und Sherlock Homes – Skandal in Böhmen (2001).

## Synchronisation
Die deutsche Synchronfassung des Films stammt von Neue Tonfilm München. Die deutsche Fernsehpremiere war am 27. Februar 2005 auf RTL, 2019 erschien der Film in Deutschland auf DVD, vertrieben von Studio Hamburg Enterprises. Dialogbuchautor und Dialogregisseur war Holger Schwiers.
| Rolle                  | Darsteller         | Synchronsprecher   |
| ---------------------- | ------------------ | ------------------ |
| Sherlock Holmes        | Matt Frewer        | Gerd Böckmann      |
| Dr. Watson             | Kenneth Welsh      | Reinhard Glemnitz  |
| Bruder Marstoke        | Shawn Lawrence     | Peter Fricke       |
| Schwester Helen        | Cary Lawrence      | Gundula Liebisch   |
| Bruder Caulder         | Joel Miller        | Franz Rudnick      |
| Bruder John            | Matthew Tiffin     | Pascal Breuer      |
| Bruder Abel            | Tom Rack           | Horst Raspe        |
| Dr. Chagas             | Neville Edwards    | Michael Brennicke  |
| Inspektor Attley Jones | Michel Perron      | Hans-Rainer Müller |
| Inspektor Lestrade     | Julian Casey       | Tobias Lelle       |
| Madame Karavsky        | Kathleen Fee       | Anita Höfer        |
| Mrs. Hudson            | Kathleen McAuliffe | Eva-Maria Lahl     |

## Rezeption
Die Kritiken zu dem Film sind überwiegend negativ, wobei besonders das Drehbuch und die schauspielerische Leistung von Matt Frewer kritisiert werden.

„Ein verdünnter, verfälschter, fehlbesetzter Holmes nach einem löcherigen Skript des Regisseurs.“

„Frei erfundener Kriminalfilm nach Motiven und Charakteren von Arthur Conan Doyle, der den Vorgaben nicht gerecht wird und den durchaus skurrilen Holmes fast zur Karikatur verzerrt.“